# Sorbus randaiensis
Sorbus randaiensis är en rosväxtart som först beskrevs av Bunzo Hayata, och fick sitt nu gällande namn av Gen-Iti Koidzumi. Sorbus randaiensis ingår i släktet oxlar, och familjen rosväxter. Inga underarter finns listade i Catalogue of Life.